# Pierre Agostini
Pierre Agostini (Tunisz, 1941. július 13. –) francia-amerikai kísérleti fizikus, aki az attoszekundumos fényimpulzusok jellemzésére szolgáló  RABBITT (reconstruction of attosecond beating by interference of two-photon transitions) technika feltalálásáról ismert. 2023-ban elnyerte a fizikai Nobel-díjat Krausz Ferenccel és Anne L’Huillier-vel megosztva.

## Tanulmányai és karrierje
Agostini az Aix-Marseille Egyetemen tanult, ahol 1968-ban szerzett PhD fokozatot.
Doktori fokozatát követően 2002-ig a párizsi Saclay Egyetem CEA Saclay kutatója volt.
Agostini 2005-ben lett az Ohio Állami Egyetem fizikaprofesszora.

## Kitüntetések és díjak
Agostini megkapta a Joop Los Award-ot a FOM Netherlands-tól, a Gustave Ribaud díjat, 1995-ben majd a Gay-Lussac–Humboldt-ösztöndíjat 2003-ban. 2007-ben az OSA (The Optical Society) neki ítélte a William F. Meggers-díjat „az olyan innovatív kísérletek kifejlesztésében való vezető szerepért, amelyek jelentős betekintést nyújtanak az erős infravörös lézerimpulzusoknak kitett atomok és molekulák nemlineáris reakcióinak dinamikájába”.